# Бурман, Аннели
А́ннели Бу́рман (швед. Anneli Burman; род. 13 марта 1963) — шведская кёрлингистка.
В составе женской сборной Швеции участница чемпионата мира 1983 (заняли четвёртое место). Чемпионка Швеции среди женщин, трёхкратная чемпионка Швеции среди смешанных команд.
Играла на позиции четвёртого, была скипом команды.

## Достижения
- Чемпионат Швеции по кёрлингу среди женщин: золото (1983).
- Чемпионат Швеции по кёрлингу среди смешанных команд: золото (1987, 1989, 1990).

## Команды
| Сезон                          | Четвёртый     | Третий          | Второй         | Первый           | Турниры                      |
| ------------------------------ | ------------- | --------------- | -------------- | ---------------- | ---------------------------- |
| 1983—84                        | Аннели Бурман | Брита Линдхольм | Майт Бьюрстрём | Катарина Лесскер | ЧШЖ 1983 · ЧМ 1983 (4 место) |
| Кёрлинг среди смешанных команд |               |                 |                |                  |                              |
| 1986—87                        | Per Hedén     | Аннели Бурман   | Ян Страндлунд  | Annica Ericsson  | ЧШСК 1987                    |
| 1988—89                        | Per Hedén     | Аннели Бурман   | Ян Страндлунд  | Annica Ericsson  | ЧШСК 1989                    |
| 1989—90                        | Per Hedén     | Аннели Бурман   | Ян Страндлунд  | Annica Ericsson  | ЧШСК 1990                    |

(скипы выделены полужирным шрифтом)